# Maria Nilsson Thore
Maria Nilsson Thore, född 17 september 1975 i Täby, är en svensk illustratör och barnboksförfattare. Hon är utbildad på Konstfack i Stockholm och avlade år 2000 examen från linjen för Grafisk form och illustration.
Nilsson Thore är främst verksam inom barnboksgenren och har bland annat skrivit böckerna om Alla tre på förskolan Ärtan. Hon har även illustrerat böcker åt Lotta Olsson, Annika Thore, Anna Kavén med flera. År 2019 fick hon uppdraget att illustrera Astrid Lindgrens berättelser om Saltkråkan. År 2019 publicerades Ett djur åt Pelle som följdes upp av Far ända in i baljan och Pelle hittar en önskesten. Alla böckerna baseras på kapitel ur boken Vi på Saltkråkan, som i sin tur är baserad på TV-serien med samma namn.
År 2011 blev Nilsson Thore dubbelt Augustnominerad: dels för Petras prick där hon står för både text och bild och dels för Konstiga djur tillsammans med Lotta Olsson.

## Priser och utmärkelser
- 2011 – BMF-Barnboksplaketten för Konstiga djur
- 2014 – Ottilia Adelborg-priset
- 2023 – Förskolebarnens Litteraturpris för Chinos tjocka kinder[6]

## Utgivning
(Titlar med fet stil avser böcker som Maria Nilsson Thore både författat och illustrerat).
- 2000 – Solosång, Charlotta von Zweigbergk, Forum
- 2002 – Jag heter Rosalie, Ingrid Carlberg, Rabén & Sjögren
- 2003 – Sova över, Adam Dahlin & Daniel Ericsson, Rabén & Sjögren Vad kostar en krona?, Karin Brunsson, Rabén & Sjögren Rosalie på djupt vatten, Ingrid Carlberg, Rabén & Sjögren
- 2004 – Molly & molnet, Rabén & Sjögren, Rosalies hemliga kompis, Ingrid Carlberg, Rabén & Sjögren Glasögonklubben, Christina Waldén, Tiden
- 2005 – Snöspöket, Christina Waldén, Tiden, Rädda Sefira, Katarina Ros, Bonnier Carlsen
- 2006 – Lejontofflorna, Petrus Dahlin, Kabusa Böcker Midsommartavlan, Christina Waldén, Tiden, Ett uppdrag från Septuan, Katarina Ros, Bonnier Carlsen Jakten på förfadern, Katarina Ros, Bonnier Carlsen
- 2007 – Mångubben, Petrus Dahlin, Kabusa Böcker Munecas hämnd, Katarina Ros, Bonnier Carlsen
- 2008 – Uffe syskonbror, Marie Norin, Rabén & Sjögren Varning Blåvargar, Katarina Ros, Bonnier Carlsen
- 2009 – Klappa kanin, Helen Rundgren, Alfabeta, Lilla E ger sig ut på äventyr, Charlotta Lannebo, Rabén &Sjögren
- 2010 – Vitas hemlighet, Kerstin Lundberg Hahn, Spöket på Canterville, Oscar Wilde; Rabén & Sjögren
- 2011 – Petras prick, Bonnier Carlsen, Prickens resa, Bonnier Carlsen, Vira vaknar, Annika Thore/Maria Nilsson Thore, Bonnier Carlsen Sami somnar, Annika Thore/Maria Nilsson Thore, Bonnier Carlsen Jag är hungrig, Anna Roos, Alfabeta, Lilla E i karibien, Charlotta Lannebo, Rabén & Sjögren Konstiga djur, Lotta Olsson, Bonnier Carlsen
- 2012 – Joje hjälper, Annika Thore/Maria Nilsson Thore, Bonnier Carlsen Hille hungrig, Annika Thore/Maria Nilsson Thore, Bonnier Carlsen Bus & Frö på varsin ö, Bonnier Carlsen, Mio mera fart, Annika Thore/Maria Nilsson Thore, Bonnier Carlsen En annan resa, Lotta Olsson, Bonnier Carlsen, Lilla E på Manhattan, Charlotta Lannebo, Rabén & Sjögren Titta här, Anna Ribbing, Rabén & Sjögren
- 2013 – Gunna går hem, Annika Thore/Maria Nilsson Thore, Bonnier Carlsen, Treo, Enis & en till, Bonnier Carlsen, Meningen med livet, Lotta Olsson, Bonnier Carlsen, Innan jag fanns, Petrus Dahlin, Bonnier Carlsen Lyckokakan, Kerstin Lundberg Hahn, Rabén & Sjögren
- 2014 – Alla tre gräver en grop, Bonnier Carlsen, Alla tre vilar, Bonnier Carlsen, Alla tre på förskolan Ärtan, Bonnier Carlsen, God jul Lilla Lök, Frida Nilsson, Rabén & Sjögren Alla tittar på Alfred, Johan Unenge, Bonnier Carlsen
- 2015 – Livet på en pinne, Bonnier Carlsen, Alla tre har fruktstund, Bonnier Carlsen, Alla tre klär på sig, Bonnier Carlsen, Mandelhjärtat, Kerstin Lundberg Hahn, Rabén & Sjögren Jättemyrsloken hjälper till, Lotta Olsson, Bonnier Carlsen, Lämnad ensam, Lotta Olsson, Bonnier Carlsen
- 2016 – Alla tre slutar med napp, Bonnier Carlsen, Alla tre inne på förskolan Ärtan, Bonnier Carlsen Något lurt, Lotta Olsson, Bonnier Carlsen, En ovanligt ovanlig dag, Lotta Olsson, Bonnier Carlsen
- 2017 – Vem ser Dim?, Bonnier Carlsen, Alla tre vill leka två, Bonnier Carlsen, Alla tre ute på förskolan Ärtan, Bonnier Carlsen, Alla tre luciabakar, Bonnier Carlsen, Utslängd från zoo, Megan Everett Skarsgård, Rabén & Sjögren Måste du!, Lotta Olsson, Bonnier Carlsen
- 2018 – Lilla Lummer, Bonnier Carlsen, Alla tre på förskolan: pekbok, Bonnier Carlsen, Morgans morgon, Lilla Piratförlaget Chinos tjocka kinder, Bonnier Carlsen Alla tre har fruktstund, Bonnier Carlsen, Ett superduperfantastiskt campingäventyr, Megan Everett Skarsgård, Rabén & Sjögren
- 2019 – Alla tre på utflykt med förskolan Ärtan, Bonnier Carlsen, Alla tre julbakar, Bonnier Carlsen, Saltkråkan Ett litet djur åt Pelle, Astrid Lindgren, Rabén & Sjögren Astrid, alltid Astrid, Charlotta Lannebo, Rabén & Sjögren
- 2020 – En egen flock, Bonnier Carlsen, Alla tre får plåster, Bonnier Carlsen, Så växer världen, Lotta Olsson, Lilla Piratförlaget, Saltkråkan Far ända in i baljan, Astrid Lindgren, Rabén & Sjögren
- 2021 – En dag med alla tre, Bonnier Carlsen, Astrid och Amir, Charlotta Lannebo, Rabén & Sjögren, Knorr, Koko och siffran 3, Bonnier Carlsen Knorr, Koko och siffran 7, Bonnier Carlsen Gränsen, Bonnier Carlsen, Samlade Sagor, Bonnier Carlsen,Saltkråkan Pelle hittar en önskesten, Astrid Lindgren, Rabén & Sjögren
- 2022 – Plopp! , Bonnier Carlsen, Knorr, Koko och siffran 5, Bonnier Carlsen, Saltkråkan Jul i Snickargården, Astrid Lindgren, Rabén & Sjögren, Alla tre; pekbok, Bonnier Carlsen
- 2023 – Hur mår Dim?, Bonnier Carlsen, Vikgubbar; ett projekt, Marcus-Gunnar Pettersson, Bonnier Carlsen Bara Astrid, Charlotta Lannebo, Rabén & Sjögren, Alla tre snorar, Bonnier Carlsen, Knorr, Koko och siffran 1, Bonnier Carlsen
- 2024 – Godmorgon alla tre på förskolan Ärtan, Bonnier Carlsen, Knorr, Koko och siffran 2, Bonnier Carlsen, Saltkråkan Snickargården i fara, Astrid Lindgren, Rabén & Sjögren, När jag blir stor, Bonnier Carlsen